# Makler papierów wartościowych
Makler papierów wartościowych (ang. stockbroker) – osoba zawodowo zajmująca się pośrednictwem w transakcjach kupna i sprzedaży papierów wartościowych (np. akcji czy obligacji) dla klienta, w zamian za wynagrodzenie ustalane w procentach od wartości transakcji (prowizja).

## Maklerzy papierów wartościowych w Polsce
Do wykonywania tego zawodu w Polsce konieczna jest licencja wydawana przez Komisję Nadzoru Finansowego (dawniej przez Komisję Papierów Wartościowych i Giełd). Licencja oznacza bycie wpisanym na listę maklerów papierów wartościowych przez KNF.
Zadania zawodowe:
- oferowanie papierów wartościowych w publicznym obrocie,
- nabywanie lub sprzedawanie papierów wartościowych we własnym imieniu, lecz na rachunek dającego zlecenie,
- nabywanie lub sprzedawanie papierów wartościowych we własnym imieniu i na własny rachunek,
- zawieranie umów w zakresie prowadzenia oraz obsługi rachunków pieniężnych i rachunków papierów wartościowych klienta,
- przechowywanie papierów wartościowych,
- prowadzenie rozliczeń klienta z tytułu posiadania, nabycia lub zbycia papierów wartościowych,
- przyjmowanie ofert kupna bądź sprzedaży papierów wartościowych notowanych na giełdzie,
- pośredniczenie w dokonywaniu zapisu na sprzedaż lub zamianę akcji,
- pośredniczenie w nabywaniu znacznego pakietu akcji,
- wykonywanie zadań maklera specjalisty na podstawie umowy zawartej z emitentem.

Makler specjalista ustala kurs dnia i może ogłosić tzw. ofertę specjalisty.
Maklerzy zatrudnieni są zazwyczaj w domach maklerskich, ponieważ są one jednym z podmiotów mogących bezpośrednio uczestniczyć w obrocie papierami wartościowymi na giełdzie. Osoby fizyczne natomiast nie mają takiej możliwości. Pozostałymi podmiotami uczestniczącymi w obrocie giełdowym (gdzie również mogą pracować maklerzy) są: Krajowy Depozyt Papierów Wartościowych, spółki prowadzące izbę rozliczeniową, banki prowadzące działalność maklerską, zagraniczne firmy inwestycyjne prowadzące na terytorium RP działalność maklerską oraz zagraniczne osoby prawne prowadzące na terenie RP działalność maklerską. Członkowie giełdy przekazują zlecenia za pomocą zatrudnionych u nich maklerów. Przekazują zlecenie w swoim imieniu, choć na rachunek klienta.

### Historia zawodu w Polsce
Zawód maklera papierów wartościowych został wprowadzony do polskiego systemu prawnego dzięki ustawie Prawo o publicznym obrocie papierami wartościowymi i funduszach powierniczych. Ustawa w swoich zapisach nie podejmowała definicji czynności maklerskich. Przyjęte zostały zwyczajowe definicje używane w systemie niemieckim oraz anglosaskim.
Dnia 3 czerwca 1991 r. powołano pierwszą Komisję Egzaminacyjną dla maklerów, a 15 czerwca 1991 r. został przeprowadzony pierwszy egzamin dla maklerów. Udział w nim wzięło 228 osób, a zdało go 35 osób. 24 czerwca 1991 r. pierwszą osobą wpisaną na listę maklerów papierów wartościowych został Wojciech Jankowski.